# Muhamet Ghopur
Muhamet Ghopur (uigurisch مۇھامەت غوپۇر, chinesisch 穆哈麦提·吾普尔, * 21. September 1997) ist ein chinesischer Fußballspieler uigurischer Abstammung.

## Karriere
Von 2021 bis 2023 spielte Ghopur für den Verein Xinjiang Tianshan Leopard. Während dieser Zeit absolvierte er 10 Spiele und erzielte dabei ein Tor. 2023 wechselte Ghopur zum Verein Guangxi Hengchen. 
Aktuell ist er seit dem 1. Januar 2024 vereinslos.